# Стефан Белов
Стефан Панайотов Белов е български офицер, участник в Сръбско-българската война от 1885 година, инспектор на артилерията (с чин генерал-майор) през Първата световна война.

## Биография
Стефан Белов роден на 19 януари 1860 г. в Сливен в семейството на Панайот и Александра Белови. Единият от братята му Христо Белов също става военен и е командир на 11-и пехотен сливенски полк през 1886 г. Стефан Белов завършва класното училище в родния си град. От 1878 г. служи в Харковската дружина. През 1879 г. завършва в първия випуск Военното на Негово Княжеско Височество училище в София, като през ноември е произведен в чин подпоручик и е зачислен в 1-ва пеша батарея, след което служи във 2-ри артилерийски полк. По-късно служи като завеждащ въоръжението и стрелковото дело. На 30 август 1882 г. е произведен в чин поручик. През 1883 г. постъпва в Михайловската артилерийска академия в Санкт-Петербург, но при мобилизацията на българската войска през 1885 г. се завръща и е зачислен като командир на 5–а батарея във 2–ри артилерийски полк в Шумен.

### Сръбско-българска война (1885)
През Сръбско-българска война (1885) е командир на 5-а батарея на 2-ри артилерийски полк, на която длъжност е назначен на 1 ноември 1885 г. На 5 март 1886 година съгласно Височайши приказ по Българската армия №33 от 29 ноември 1885 година капитан Белов е награден с Военен орден „За храброст“ IV степен. След демобилизацията е назначен за управляващ делата в Артилерийската инспекция.
Заради участието си в детронирането на княз Александър I Батенберг през пролетта на 1887 г. е уволнен от служба, емигрира в Русия и служи като щабс-капитан в Киевската артилерийска бригада. Там завършва и Михайловската артилерийска академия. През 1898 г. след уреждането на въпроса с офицерите-емигранти се завръща в Княжеството и е назначен на служба като инженер-механик и помощник-началник на Софийския арсенал. През 1898 г. е произведен в чин майор и същата година поема началството на Софийския арсенал.
На 2 май 1902 г. е произведен в чин подполковник, а на 19 септември 1906 г. в чин полковник. В навечерието на Балканските войни в началото на 1912 г. е назначен за инспектор на въоръжението, но след избухването на Балканската война (1912 – 1913) отново е назначен за началник на Софийския арсенал. След края на Междусъюзническата война (1913) е върнат на служба в Артилерийската инспекция като инспектор на въоръжението.
По време на мобилизацията на българската войска в Първата световна война (1915 – 1918) от септември 1915 до есента на 1918 г. изпълнява длъжността инспектор на артилерията. От 20 октомври 1915 г. до края на войната е и председател на техническия комитет във Военното министерство. На 30 май 1917 г. е произведен в чин генерал-майор. През октомври 1918 г. при демобилизацията е назначен за главен интендант в Министерството на войната, но през 1919 г. е уволнен и преминава в запаса. В периода 1919 – 1929 работи в спиртната и текстилната индустрия.
Генерал-майор Стефан Белов умира на 4 октомври 1931 г. в София.
По време на военната си кариера служи и като заместник-инспектор на артилерията и началник на местни артилерийски учреждения.

## Семейство
Стефан Белов е женен и има 3 деца. Синът му Стефан (р. 1890 в Комаровка, Руска империя) е артилерийски офицер и достига до чин майор от българската войска.

## Военни звания
- Прапоршчик (10 май 1879)
- Подпоручик (1 ноември 1879, преименуван)
- Поручик (30 август 1882)
- Капитан (30 август 1885)
- Майор (1898)
- Подполковник (2 май 1902)
- Полковник (19 септември 1906)
- Генерал-майор (30 май 1917)

## Награди
- Военен орден „За храброст“ IV степен, 2 клас (29 ноември 1885)
- Княжески орден „Св. Александър“ IV и V степен
- Народен орден „За военна заслуга“ III степен и IV ст. на обикновена лента
- Орден „Железен кръст“ II степен (Германия)